# Fractal morișcă

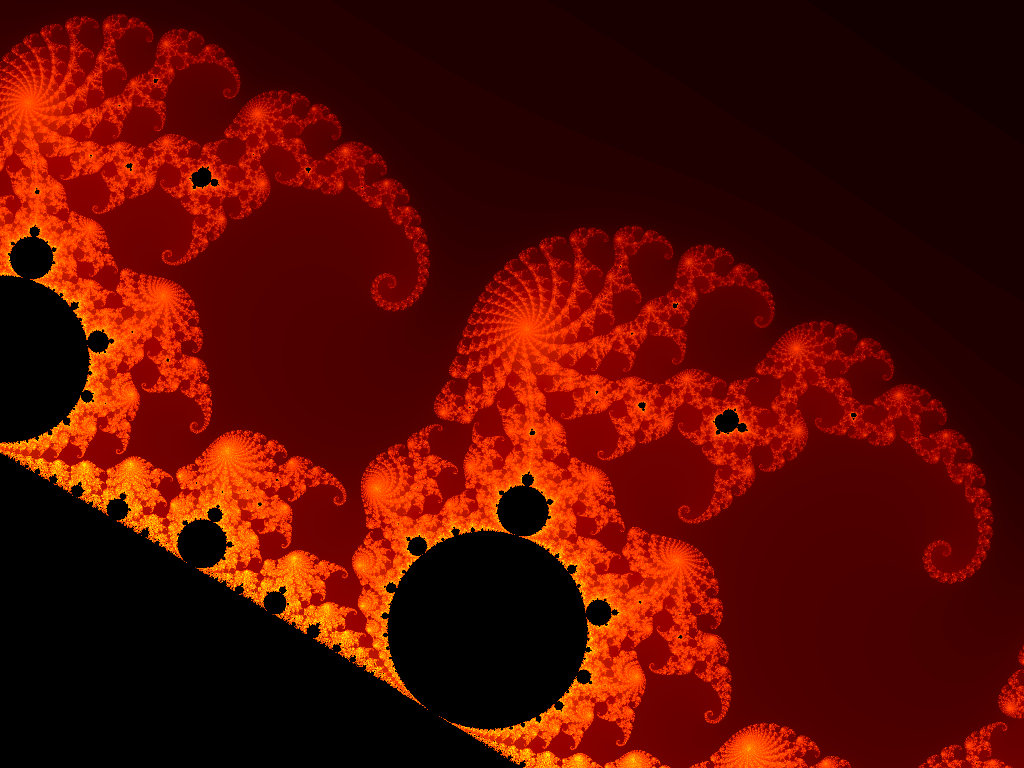
Graniţa mulţimii lui Mandelbrot este un exemplu faimos de fractal.

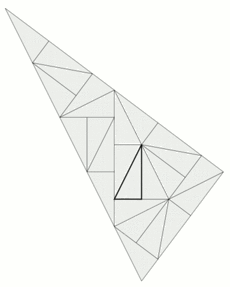
Cum functioneaza fractalul morișcă

Colocvial, un fractal este "o figură geometrică fragmentată sau frântă care poate fi divizată în părți, astfel încât fiecare dintre acestea să fie (cel puțin aproximativ) o copie miniaturală a întregului". Termenul a fost introdus de Benoît Mandelbrot în 1975 și este derivat din latinescul fractus, însemnând "spart" sau "fracturat". 
Fractalul, ca obiect geometric, are în general următoarele caracteristici:
- Are o structură fină la scări arbitrar de mici.
- Este prea neregulat pentru a fi descris în limbaj geometric euclidian tradițional.
- Este autosimilar (măcar aproximativ sau stohastic).
- Are dimensiunea Hausdorff mai mare decât dimensiunea topologică (deși această cerință nu este îndeplinită de curbele Hilbert).
- Are o definiție simplă și recursivă.[2]

## Istorie
Matematicienii au crezut mult timp că orice pavare (figuri geometrice) care pavează o suprafață, trebuie să fie una periodică. In 1994, John Horton Conway și Charles Radin au găsit un "joc" conținând o infinitate de figuri geometrice (de obicei proporționale ca mărime) care, datorită unei rotații, se reduce la o singură figură geometrică: un triunghi dreptunghic cu catetele de 1 si 2 și cu ipotenuza de √5. Pavarea morișcă este o pavare aperiodică definită de către Charles Radin și făcută după o construcție a lui John Conway. Ei sunt cunoscuți a fi primii care au reușit să construiască o pavare aperiodică putând apărea într-o infinitate de orientări.

## Utilitate
Federation Square, un complex de clădiri din Melbourne, Australia are la baza o arhitectura formată din o mulțime de triunghiuri morișcă. În acest caz, triunghiurile morișcă sunt folosite pentru structura fațadei. Cinci triunghiuri similare au fost puse împreuna pentru a alcătui un panou. Pe urmă, 5 panouri sunt puse împreună pentru a alcătui un „mega-panou”. Fixarea prin anumite rotații a panourilor pe fațadă dau fațadei un stil aleatoriu și incert cu o compoziție de calitate chiar dacă procesul de construcție are la baza prefabricatele și repetiția.

## Complexitate
{\displaystyle {\begin{aligned}&{\text{1)}}\ \Lambda \subset {\bigcup }_{n\in \mathbb {Z} }R_{n\theta }\mathbb {Z} ^{2},\ where\ \theta :=2\arctan {\left({\frac {1}{2}}\right)}\\&{\text{2)}}\ \Lambda \subset \left\{\left({\tfrac {n}{5^{k}}},{\tfrac {m}{5^{k}}}\right)\ {\big |}\ m,n\in \mathbb {Z} ,\ k\in \mathbb {N} _{0}\right\}\\&{\text{3)}}\ The\ distance\ set\ {\mathcal {D}}\ {=}\ {\mathcal {D}}_{\Lambda }:=\left\{|x-y|\ {\big |}\ x,y\in \Lambda \right\}\ is\ a\ subset\ of\ \left\{{\sqrt {\tfrac {p^{2}+q^{2}}{5^{\ell }}}}\ {\big |}\ p,q,\ell \in \mathbb {N} _{0}\right\}\\\end{aligned}}}